# فرودگاه آبی لین لیک (الدون لیک)
فرودگاه آبی لین لیک (الدون لیک) (به انگلیسی: Lynn Lake (Eldon Lake) Water Aerodrome) یک فرودگاه همگانی است که یک باند فرود آب دارد. این فرودگاه در کشور کانادا قرار دارد و در ارتفاع ۳۳۵ متری از سطح دریا واقع شده است.